# Ogoouéfloden
Ogooué (eller Ogowe), også kendt som Nazarethfloden, er omkring 1.200 km lang, og er den vigtigste flod i Gabon i det vestlige Centralafrika og den fjerdestørste flod i Afrika målt på vandmængde, kun overgået af Congo, Kasai og Niger. Dens afvandingsområde omfatter næsten hele Gabon, med nogle bifloder, der når ind i Republikken Congo, Cameroun og Ækvatorialguinea.

## Geografi
Kilden til Ogooué-floden blev opdaget i 1894 af den engelske opdagelsesrejsende Mary Kingsley, der rejste op ad floden med dampbåd og kano.  Floden udspringer i den nordvestlige del af Batekeplateauet nær Kenue i Republikken Congo. Den løber mod nordvest og går ind i Gabon nær Boumango. Poubara-vandfaldene ligger i nærheden af landsbyen Maulongo. Fra Lastoursville op til Ndjole er Ogooué ikke sejlbar på grund af strømfald. Fra sidstnævnte by løber den mod vest og løber ud i Guineabugten nær Ozouri, syd for Port Gentil.

### Delta
Ogowe-deltaet er ret stort, omkring 100 km lang og op til 100 km bred. Et 30.000 hektar store område i Ogooué-flodens delta, inklusive en stor del af Mandji-øen, er blevet udpeget som et vigtigt fugleområde (IBA) af BirdLife International, fordi det understøtter betydelige bestande af mange fuglearter.

### Bassin
Ogooué-bassinet er 223.856 km², hvoraf 173,000 km², eller 73 procent ligger i Gabon. Den består for det meste af uforstyrret regnskov med noget savannegræsland, hvor den tørtiden midt på året er længst. Der er en høj biodiversitet i området; Alle tre arter af afrikanske krokodiller forekommer for eksempel i floden: Nilkrokodillen, dværgkrokodillen og den slanksnudede krokodille (Mecistops Cataphractus). Det er også typelokaliteten for mallen Synodontis acanthoperca.
Mpassafloden er en biflod til Ogooué-floden. Ndjoumoufloden er den vigtigste biflod til Mpassa-floden.

## Økonomi
Ogooué er sejlbar fra Ndjole til havet. Det bruges bl.a.til at bringe træ til havnen i Port Gentil.
Ogowe-bassinet omfatter flere store naturreservater, bl.a. Lope nationalpark .
Afvaninsområdet har en gennemsnitlig befolkningstæthed på 4 personer pr. km². Langs floden ligger bl.a. byerne Ayem, Adané, Loanda, Lambaréné, Ndjole, Booué, Kankan, Maulongo, Mboungou-Mbadouma, Ndoro, Lastoursville, Moanda og Franceville nær grænsen til Congo.
I Congo ligger byen Zanaga ved floden.
Den første europæiske opdagelsesrejsende, der sporede floden til dens udspring, var Pierre Savorgnan de Brazza, som rejste i området i 1870'erne.